# Campanulariidae
Campanulariidae is een familie van neteldieren uit de klasse van de hydroïdpoliepen (Hydrozoa). Deze familie werd in 1836 voor het eerst wetenschappelijk beschreven door G. Johnston.

## Geslachten
- Campanularia Lamarck, 1816
- Clytia Lamouroux, 1812
- Gastroblasta Keller, 1883
- Gonothyraea Allman, 1864
- Hartlaubella Poche, 1914
- Laomedea Lamouroux, 1812
- Obelia Péron & Lesueur, 1810
- Orthopyxis L. Agassiz, 1862
- Rhizocaulus Stechow, 1919
- Silicularia Meyen, 1834